# HR 3809
Désignations
HR 3809, également désignée HD 82741, est une étoile géante de la constellation boréale du Lynx. Elle est visible à l'œil nu avec une magnitude apparente de 4,81. L'étoile présente une parallaxe annuelle de 14,91 mas mesurée par le satellite Gaia, ce qui indique qu'elle est distante d'environ 67 pc (∼219 al) de la Terre. Elle s'en rapproche à une vitesse radiale héliocentrique de −13,3 km/s.
HR 3809 est une étoile géante jaune de type spectral G9,5 IIIb Fe-1, avec la notation « Fe-1 » indiquant une sous-abondance en fer dans son spectre. Elle appartient à la sous-catégorie de géantes connues comme le red clump, ce qui indique qu'elle est située à l'extrémité rouge de la branche horizontale sur le diagramme H-R et qu'elle génère son énergie par la fusion de l'hélium dans son noyau. L'étoile est estimée être âgée de 2,74 milliard d'années et être 1,62 fois plus massive que le Soleil. Son rayon est 11 fois plus grand que le rayon solaire, elle est environ 59 fois plus lumineuse que le Soleil et sa température de surface est de 4 809 K.